# 霧の5次元
『霧の5次元』（きりのごじげん、Fifth Dimension）は、アメリカのロック・バンド、ザ・バーズによる3枚目のアルバムで、1966年7月にコロムビア・レコードからリリースされた。

## 概要
本作収録曲のほとんどは、バンドの主要なソングライターであったジーン・クラークが1966年2月にバンドを去った後に、録音された。クラークの不在を埋めようとして、ギタリストのジム・マッギンとデヴィッド・クロスビーが作詞作曲を増やした。それにもかかわらず、クラークの喪失により、合計4つのカバー・バージョンと1つのインストゥルメンタルを含むアルバムが制作された。これについて批評家は、「非常に不均一」で「ぎこちなく散らばっている」と表現している。ただし、このアルバムは、以前はバンドのレパートリーの主力であったボブ・ディランによって書かれた曲を含まない、バーズにとって最初のアルバムであることで注目に値する事となった。
アルバムは、ビルボード・トップLPチャートで24位に達し、 UKアルバム・チャートで27位に達した。2枚の先行シングル、「霧の8マイル」と「霧の5次元」がアルバムに含まれていたが、前者はビルボード・シングル・チャートのトップ10を逃した。さらに、アルバムからの3番目のシングル「ミスター・スペースマン」は、なんとかUS Top 40に到達した。本作は、バンドのこれまでで最も実験的なアルバムと広く見なされており、今日、サイケデリック・ロックの音楽ジャンルの起源に影響を与えていると批評家から見なされている。

## 収録曲
So You Want To Be A Rock 'n' Roll Star: The Byrds Day-By-Day (1965-1973)およびCDのライナーノーツからの翻案 。

### Side 1
1. 霧の5次元 - 5D (Fifth Dimension)
(Jim McGuinn) – 2:33
2. ワイルド・マウンテン・タイム - Wild Mountain Thyme
(traditional, arranged Jim McGuinn, Chris Hillman, Michael Clarke, David Crosby) – 2:30
3. ミスター・スペースマン - Mr. Spaceman
(Jim McGuinn) – 2:09
4. アイ・シー・ユー - I See You
(Jim McGuinn, David Crosby) – 2:38
5. ホワッツ・ハプニング - What's Happening?!?!
(David Crosby) – 2:35
6. 死んだ少女 - I Come and Stand at Every Door
(Nâzım Hikmet) – 3:03

### Side 2
1. 霧の8マイル - Eight Miles High
(Gene Clark, Jim McGuinn, David Crosby) – 3:34
2. ヘイ・ジョー - Hey Joe (Where You Gonna Go)
(Billy Roberts) – 2:17
3. キャプテン・ソウル - Captain Soul
(Jim McGuinn, Chris Hillman, Michael Clarke, David Crosby) – 2:53
4. ジョン・ライリー - John Riley
(traditional, arranged Jim McGuinn, Chris Hillman, Michael Clarke, David Crosby) – 2:57
5. ジェット・ソング - 2-4-2 Fox Trot (The Lear Jet Song)
(Jim McGuinn) – 2:12

### 1996年CD再発ボーナス・トラック
1. 何故 (シングル・ヴァージョン) - (Why [Single Version])
(Jim McGuinn, David Crosby) – 2:59
2. アイ・ノウ・マイ・ライダー - I Know My Rider (I Know You Rider)
(traditional, arranged Jim McGuinn, Gene Clark, David Crosby) – 2:43
3. サイコドラマ・シティ - Psychodrama City
(David Crosby) – 3:23
4. 霧の8マイル (RCAスタジオ・ヴァージョン) - Eight Miles High [Alternate RCA Version]
(Gene Clark, Jim McGuinn, David Crosby) – 3:19
5. 何故 (RCAスタジオ・ヴァージョン) - Why [Alternate RCA Version]
(Jim McGuinn, David Crosby) – 2:40
6. ジョン・ライリー (インストゥルメンタル・ヴァージョン1) - John Riley [Instrumental]
(traditional, arranged Jim McGuinn, Chris Hillman, Michael Clarke, David Crosby) – 16:53

## ミュージシャン
クレジットには、アルバムのCDおよびデジタル・リリースのボーナス・トラックが含まれます。
バーズ
- ジム・マッギン – リードギター、ボーカル
- デヴィッド・クロスビー - リズムギター、ボーカル
- クリス・ヒルマン – エレクトリック・ベース、ボーカル
- マイケル・クラーク – ドラムス

ゲスト・ミュージシャン
- ジーン・クラーク – ボーカル(on "Eight Miles High", "Why" [Single Version], "Eight Miles High" [Alternate RCA Version], and "Why" [Alternate RCA Version]) ;タンバリン"Eight Miles High" [Alternate RCA Version] ; 「キャプテン・ソウル」のハーモニカ
- ヴァン・ダイク・パークス – 「5D (Fifth Dimension)」のオルガン
- アレン・スタントン – ストリングス・セクションの編曲(on "Wild Mountain Thyme" and "John Riley")